# Hôtel Negresco
 (décembre 2018).
Le texte peut changer fréquemment, n’est peut-être pas à jour et peut manquer de recul. 
Le titre et la description de l'acte concerné reposent sur la qualification juridique retenue lors de la rédaction de l'article et peuvent évoluer en même temps que celle-ci.
« Negresco » redirige ici. Pour le film, voir Negresco (film).

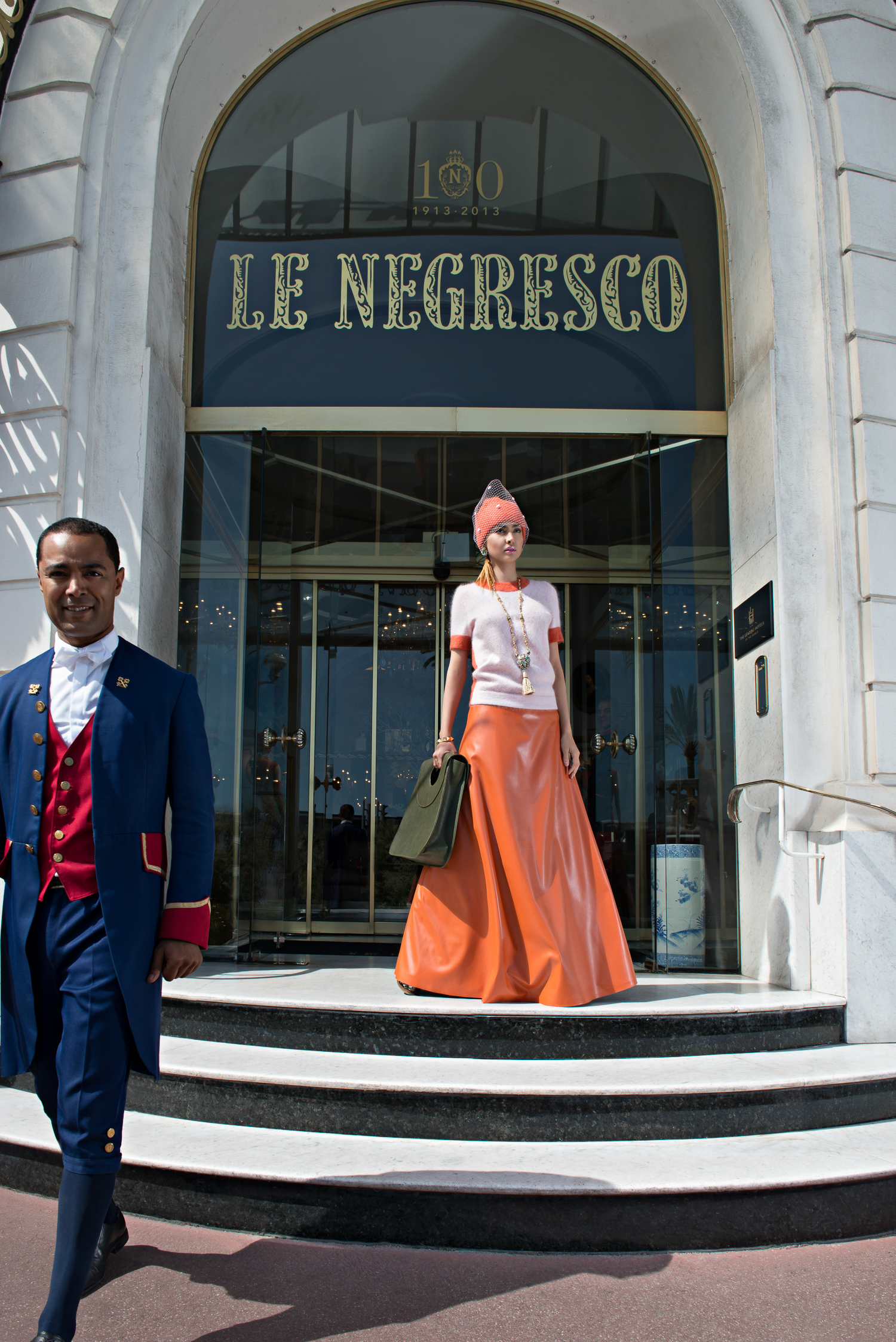
Entrée de l'hôtel Le-Negresco en 2014.

L'hôtel Negresco est un hôtel de luxe situé sur la promenade des Anglais à Nice. Il a obtenu sa cinquième étoile en août 2009,.
C'est l'un des rares survivants de l'hôtellerie du début du XXe siècle et l'un des derniers établissements indépendants de cette classe. Ses façades sont basées sur une trame néoclassique, avec une ornementation opulente quasi-baroque. Il figure comme l'hôtel Sacher de Vienne, le Ritz de Paris ou l'hôtel Astoria de Bruxelles, parmi les lieux mythiques de l'hôtellerie de luxe. Il s'agit de l'un des lieux symboliques de la ville de Nice.
Le 13 juin 2003, les façades et les toitures de l'ensemble des bâtiments donnant sur les quatre rues ainsi que le grand hall central dit « salon royal » avec sa verrière sont classés à l'inventaire des monuments historiques. Le 1er mars 2001, il obtient le label « Patrimoine XXe siècle » et en novembre 2015, il est classé Entreprise du patrimoine vivant.

## Histoire

### Origines

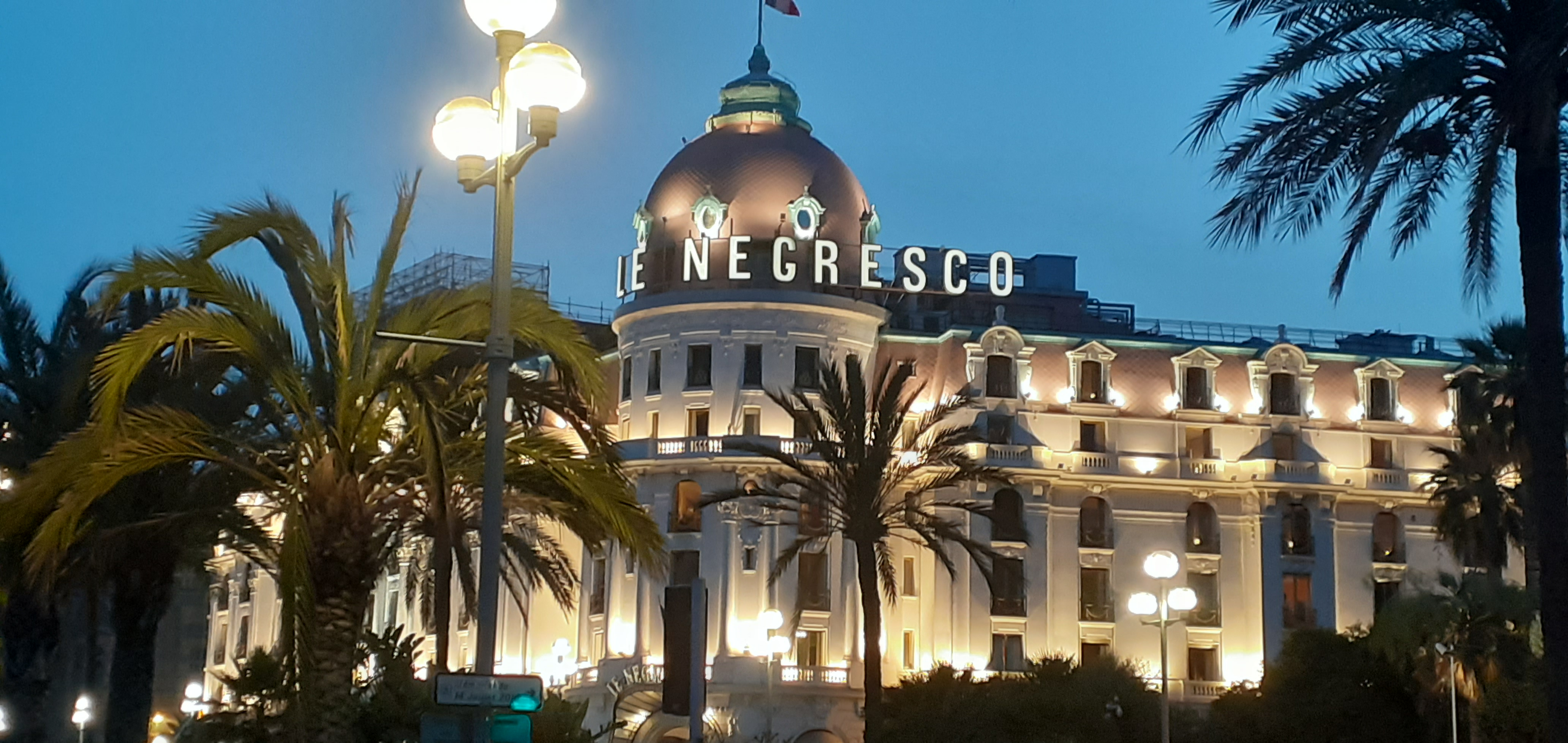
L'hôtel Negresco à la tombée de la nuit.

Il naît sous l’impulsion du Roumain Henri Negrescu qui durant de nombreuses années et dans les palaces de toute l’Europe, fut le maître d’hôtel irremplaçable auprès de clients richissimes, comme la famille Rockefeller. Dans les années 1910, il caresse l’ambition d’édifier son propre hôtel de luxe, sur une parcelle de terrain de 6 500 m2 à côté de la villa Masséna. Et c'est grâce à quelques magnats de l'automobile, dont De Dion-Bouton et Alexandre Darracq, que son rêve devient réalité  ; il confie la conception de l'édifice à l'architecte Édouard-Jean Niermans à qui l'on doit entre autres l'hôtel du Palais à Biarritz, les transformations de l'hôtel de Paris Monte-Carlo, le Moulin Rouge, le Casino de Paris ou encore la brasserie Mollard à Paris. Le plan de l'hôtel adopté et corrigé par Negresco rappelle celui du Grand Hôtel de Madrid (quatre corps de même hauteur reliés par des rotondes forment un losange entourant une cour intérieur elliptique) construit par Niermans, ainsi que le Ritz parisien. La légende raconte qu'Henri Negresco y fait construire une coupole rose ayant la forme du sein de sa maîtresse. Le palace est construit en béton armé pour des raisons de coût et de rapidité d'exécution. Le délicat montage financier lors de la création de la SICA (Société immobilière Côte d'Azur) retarde le début des travaux.
Enfin, le 4 janvier 1913, le palace connaît une brillante inauguration où sont présentes plus de sept têtes couronnées. Chacun s’extasie devant le grand hall elliptique de style Louis XVI, la rotonde lumineuse, le tapis géant d’un coût de 300 000 francs de l'époque ou encore l’ameublement signé Paul Dumas dans les 450 chambres. La verrière ovale, comme en témoigne son classement aux monuments historiques, est l'œuvre d'Édouard-Jean Niermans qui concevait ses bâtiments dans leur totalité. Sous la verrière se trouve un lustre de Baccarat de 4,60 mètres et 16 800 cristaux, à l'origine destiné au tsar Nicolas II de Russie et dont un exemplaire identique se trouve au Kremlin ; le sol de la pièce est pour sa part en marbre de Carrare. La modernité n’est pas en reste : les commutateurs électriques à portée de la main, le nettoyage par aspiration d’air, l'autoclave à vapeur et l’installation d'un service pneumatique de distribution de courrier par tube dans les chambres. 
Jusqu'à la veille de la Grande Guerre, l’hôtel réalise un bénéfice semestriel de 200 000 francs. En 1914, ses installations toutes neuves souffrent de son usage comme hôpital militaire. Il est restitué en septembre 1918. Les procédures d’indemnisation pour le restaurer trop compliquées et le manque de clientèle poussent Henri Negresco à la ruine. En 1920, une société hôtelière belge rachète son bail.
Le 28 février 1948, Suzy Delair chante C'est si bon dans cet hôtel à l'occasion du premier Nice Jazz Festival. Louis Armstrong est présent et adore la chanson. Le 26 juin 1950, il enregistre la version américaine de la chanson (paroles anglaise de Jerry Seelen) à New York avec l'orchestre de Sy Oliver. À sa sortie, le disque connaît un succès mondial et la chanson est ensuite reprise par les plus grands chanteurs internationaux.

### De la famille Negrescu à la famille Augier
En 1957, l'hôtel est racheté par un riche promoteur immobilier, Jean-Baptiste Mesnage, dont la femme venait de subir une intervention chirurgicale. Elle est en chaise roulante. Le Negresco est à cette époque le seul hôtel à disposer d'un ascenseur pour chaise roulante. Mesnage confie l'hôtel à sa fille Jeanne qui vient d'épouser Paul Augier, avocat et homme politique niçois. Comme de nombreux hôtels de la Côte qui ont souffert de la Seconde Guerre mondiale et ont été vendus, l'hôtel Negresco est découpé en appartements, ses ailes ouest et nord étant converties en logements, sous l'appellation Résidence Negresco. Ses nouveaux propriétaires commencent à l'enrichir avec de nombreuses œuvres d'art comme la Nana Jaune de Niki de Saint Phalle qui trône dans le salon Royal, des portraits de monarques, de nombreux bustes dont celui de la reine Marie-Antoinette, et transforment ainsi le Negresco, en hôtel-musée qui accueillera finalement 6 000 œuvres et objets d’art français. Jeanne Augier fait capitonner le grand ascenseur de velours rouge à l'image du berceau du roi de Rome, écume les antiquaires pour meubler les salons, les 21 suites et les 96 chambres qui résument cinq siècles d’histoire de France. On y trouve les portraits les plus célèbres de Louis XIV (peint par Hyacinthe Rigaud, les deux autres exemplaires existants se trouvant au musée du Louvre et au château de Versailles), Louis XV, Louis XVI, Napoléon III et celui de l'impératrice Eugénie sous la verrière. Sous celle-ci (rénovée en 2010), on trouve encore des tapis de Raymond Moretti, la sculpture Le Chat de Cyril de La Patellière, ou encore une œuvre de Sacha Sosno. Dans les couloirs se trouvent des moquettes d'Yvaral, un portrait de Louis Armstrong par Raymond Moretti, des toiles de Mignard et Vasarely ainsi que la plus grande collection privée d'affiches de René Gruau ; la cheminée monumentale provient du château de Hautefort (Dordogne) et le plafond à caissons XVIIe siècle du château de Saint-Pierre-d'Albigny (Savoie). Le salon Pompéi a été transformé en « carrousel Pompadour », avec angelots et chevaux de bois, assortis de couleurs acidulées et les toilettes des hommes en tente de campagne napoléonienne. L'hôtel possède son propre atelier d'art et emploie à l’année un restaurateur, des tapissiers, un marbrier et deux ébénistes de l'École Boulle.
En 1965, à la demande du président de la République Charles de Gaulle, Jeanne Augier supervise pour le shah d'Iran la création du premier palace du pays, à Ispahan, au nom de son expérience au Negresco. Au décès de son mari en 1995, elle continue de diriger ce palace. Celui-ci reste aujourd'hui l'un des rares palaces indépendants de France. La propriétaire souhaite également que l'hôtel reste français et a ainsi par la suite refusé le rachat de l'hôtel par le sultan de Brunei, par Bill Gates et, dernièrement, par des investisseurs marocains qui lui ont demandé : « Nous achetons, le prix importe peu ».

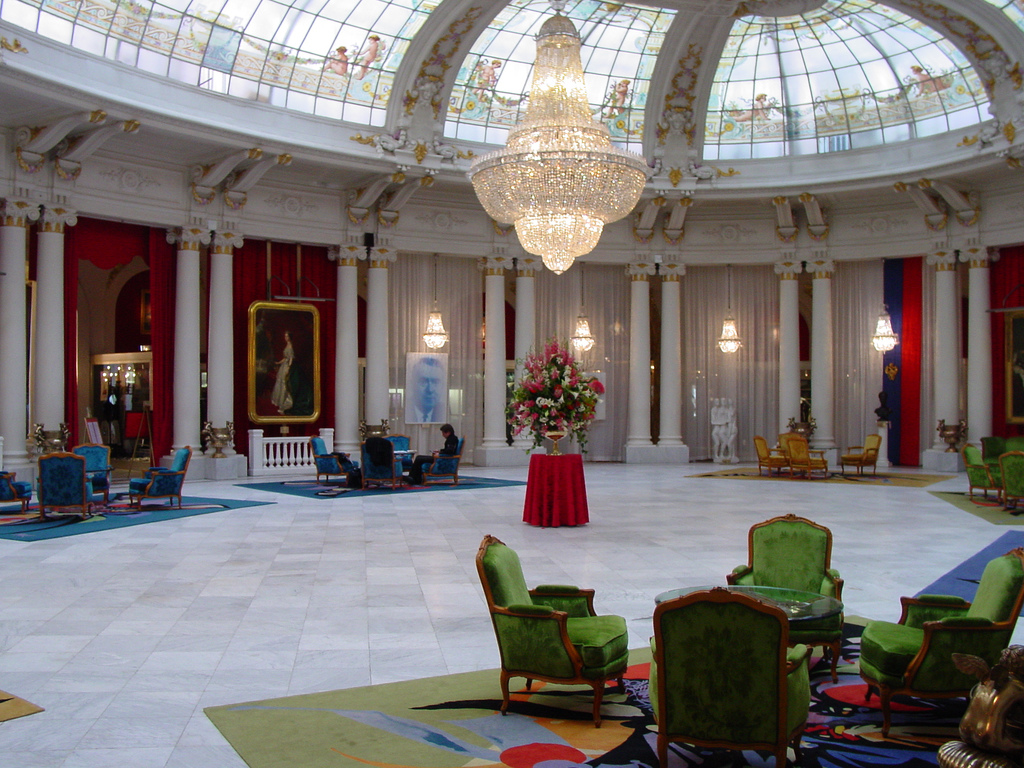
Hall principal de l'hôtel.

En préparation du centenaire du Negresco en 2012, l'hôtel engage d'importants travaux qui le tiennent fermé du 4 janvier au 1er juillet 2010. Pendant cette fermeture, la plus longue depuis l'ouverture du palace en 1913, le cinquième étage, rebaptisé « executive floor », connaît un bouleversement total pour devenir un étage entièrement privatif avec ascenseur direct comprenant de nouvelles suites dotées des dernières technologies domotiques, un bar et un espace lunch. Dans les autres étages, une cinquantaine de salles de bains sont entièrement refaites. Les travaux conduisent également à rénover les cuisines, raviver la façade peinte en blanc, et à refaire entièrement la verrière du salon royal.
Jeanne Augier, sans descendance, a décidé de léguer le Negresco et sa fortune personnelle au fonds de dotation Mesnage-Augier-Negresco, dont les statuts ont été déposés en préfecture le 17 avril 2009. Cette fondation se focalise sur trois axes majeurs : la défense des animaux, l'aide apportée aux personnes handicapées ou aux personnes en détresse, ainsi que la participation active à la préservation culturelle en France, notamment en assurant la sauvegarde de l'hôtel Negresco et de ses collections ».
En mai 2011, l'hôtel se voit refuser la distinction française de palace pour lequel il avait postulé comme treize autres hôtels de luxe français. Il est à noter qu'il ne possède ni spa, ni piscine, mais accepte les chiens et les chats, voire des animaux plus exotiques, comme pour Salvador Dali qui venait avec son guépard.
Le Negresco attire l'attention en juin et juillet 2012 lorsque sa propriétaire fait hisser le drapeau de la Bretagne (le Gwenn ha Du), sur la façade afin d'honorer sa région d'origine et d'évoquer le projet de maison d'accueil pour personnes âgées qu'elle soutient à Broons dans les Côtes-d'Armor,. Les réactions des Niçois sont nombreuses et le conseiller municipal délégué au patrimoine historique offre à Jeanne Augier un drapeau niçois. Désormais ce dernier flotte également sur la façade.

### La succession compliquée de Jeanne Augier
Le 15 mars 2013, le tribunal de commerce de Nice place les trois sociétés qui constituent juridiquement le Negresco (hôtelière, immobilière et commerciale) sous administration judiciaire, estimant que l'état de santé de Jeanne Augier ne lui permet plus d'en assurer la direction,. Celle-ci est provisoirement confiée à l'avocate niçoise Nathalie Thomas.
Le 27 mars 2013, en présence de tout son personnel, sont fêtés les 90 ans de la « dame du Negresco ». Un buste représentant Salvador Dalí, hôte fidèle de l'hôtel, lui est offert à cette occasion, œuvre de Cyril de La Patellière. Parmi les célèbres clients de l'hôtel, on compte aussi Grace Kelly ou la Bégum.
En 2016, Pierre Couette, un des administrateurs, est mis en examen pour abus de faiblesse à l'encontre de Jeanne Augier, soupçonné d'avoir bénéficié d'un contrat de travail sans preuve de travail effectif.
À la fin de l'année 2017, le procureur de Nice, Jean-Michel Prêtre, dépose une requête pour que soit mis fin à l'administration judiciaire et préparer la succession de l'hôtel.
Le 20 décembre 2018, Jean-Michel Prêtre fait l'objet d'une perquisition dans le cadre d'une information judiciaire ouverte pour des soupçons d'atteinte à la probité, étant soupçonné d'avoir tenté de favoriser un candidat à la reprise.
Le 7 janvier 2019, Jeanne Augier meurt dans son appartement de Nice à l'âge de 95 ans,.
Même si le devenir de l'hôtel reste incertain, la fortune et le patrimoine de Jeanne Augier, dont le Negresco, sont désormais officiellement gérés par le fonds de dotation Mesnage-Augier-Negresco, alors que la famille de la défunte est totalement ignorée par la justice.
Début octobre 2019, alors que la succession de Jeanne Augier est toujours en suspens, Lionel Servant, patron depuis plus de quinze ans des hôtels Radisson Blu de Côte d'Azur (Nice et Cannes) 5 étoiles, est nommé à la direction de l'établissement. Il prend ses fonctions le 24 octobre 2019.

## Informations économiques
La société actuelle a été immatriculée en février 1920. Elle est immatriculée sous le no 957810146.
En 2018, elle a réalisé un chiffre d'affaires de 20 230 000 euros et dégagé un résultat de 1 044 000 euros.
En 2017, son effectif moyen annuel était de 171 salariés.

## Caractéristiques
- Galerie d'art permanente (achats Paul et Jeanne Augier) : fonds Gruau, Raymond Moretti, César, Cyril de La Patellière, Salvador Dalí, Vasarely, Yvaral, Jean-Claude Meynard, etc.
- 9 salons de 20 à 600 personnes pour organiser des réceptions, cocktails…
- Le « salon baie des Anges » avec vue panoramique sur la Méditerranée ;
- Restaurant Le Chantecler du  chef cuisinier Virginie Basselot (deux étoiles au Guide Michelin, 15/20 au Gault et Millau) ;
- Bistrot La Rotonde, (décor de chevaux de bois de manège et automates musiciens) ;
- Piano bar Le Relais, dans un décor anglais ;
- 121 chambres et 24 suites (déco style Louis XIII à art moderne, vue panoramique sur la Méditerranée pour la plupart) ;
- Salon de beauté, salon de coiffure, massages, manucure, salle de gymnastique ;
- Agence de voyages, blanchisserie, location de voitures, limousines, hélicoptères ;
- Concierges, portiers/chasseurs et voituriers toujours revêtus de l'uniforme des laquais de rigueur à la Cour de Versailles[34] ;
- Échange de devises parking privé, coffre-fort ;
- Boutiques de luxe (70 vitrines d'art, Moretti, Vasarely, Dalí, de mode, bijoux, Lancel, Christian Dior, Gianni Versace, Cartier…) ;
- Plage privée, matelas, parasols, cabines, douches, sports nautiques, tennis, golf à proximité.

## Représentations culturelles

### Cinéma
Plus d'une trentaine de films ont été tournés au Negresco tels que La Cage aux folles 2, Chacal ou encore Le Héros de la famille, réalisé par Thierry Klifa en 2006 et tourné à Nice. De nombreuses scènes de ce film ont été tournées en décor naturel au Negresco : le hall, le salon Versailles, une des suites, le restaurant Le Chantecler et le bar Le Relais ont été utilisés. Toute l'équipe du film fut logée au Negresco. Celle-ci comprenait des acteurs tels que Catherine Deneuve, Emmanuelle Béart, Miou-Miou, Gérard Lanvin, Claude Brasseur, Valérie Lemercier, Géraldine Pailhas ou encore Pierrick Lilliu.
- 1958 : La Vie à deux de Clément Duhour
- 1965 : Ne nous fâchons pas de Georges Lautner
- 1968 : Negresco de Klaus Lemke
- 1978 : Je suis timide mais je me soigne, de Pierre Richard
- 1983 : Les Compères, de Francis Veber
- 2005 : Anthony Zimmer, de Jérôme Salle

### Littérature
L'hôtel Negresco est cité dans La Promesse de l'aube de Romain Gary. Sa mère était gérante à l'hôtel Negresco.

« Ce fut à treize ans, je crois, que j’eus pour la première fois le pressentiment de ma vocation. J'étais alors élève de quatrième au lycée de Nice et ma mère avait, à l'Hôtel Négresco, une de ces « vitrines » de couloir où elle exposait les articles que les magasins de luxe lui concédaient ; chaque écharpe, chaque ceinture ou chemisette vendue, lui rapportait dix pour cent de commission. [...] »

## Galerie

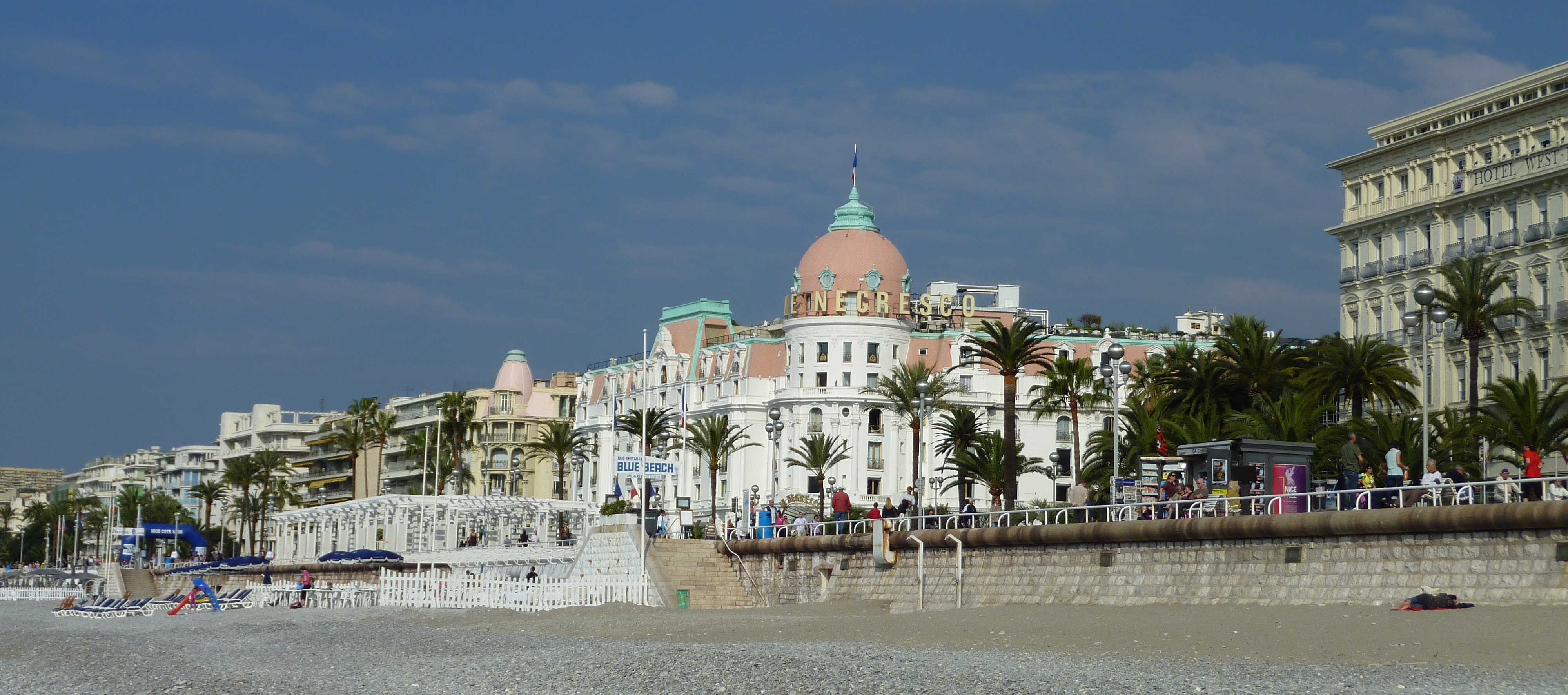
Vue sur la promenade des Anglais.
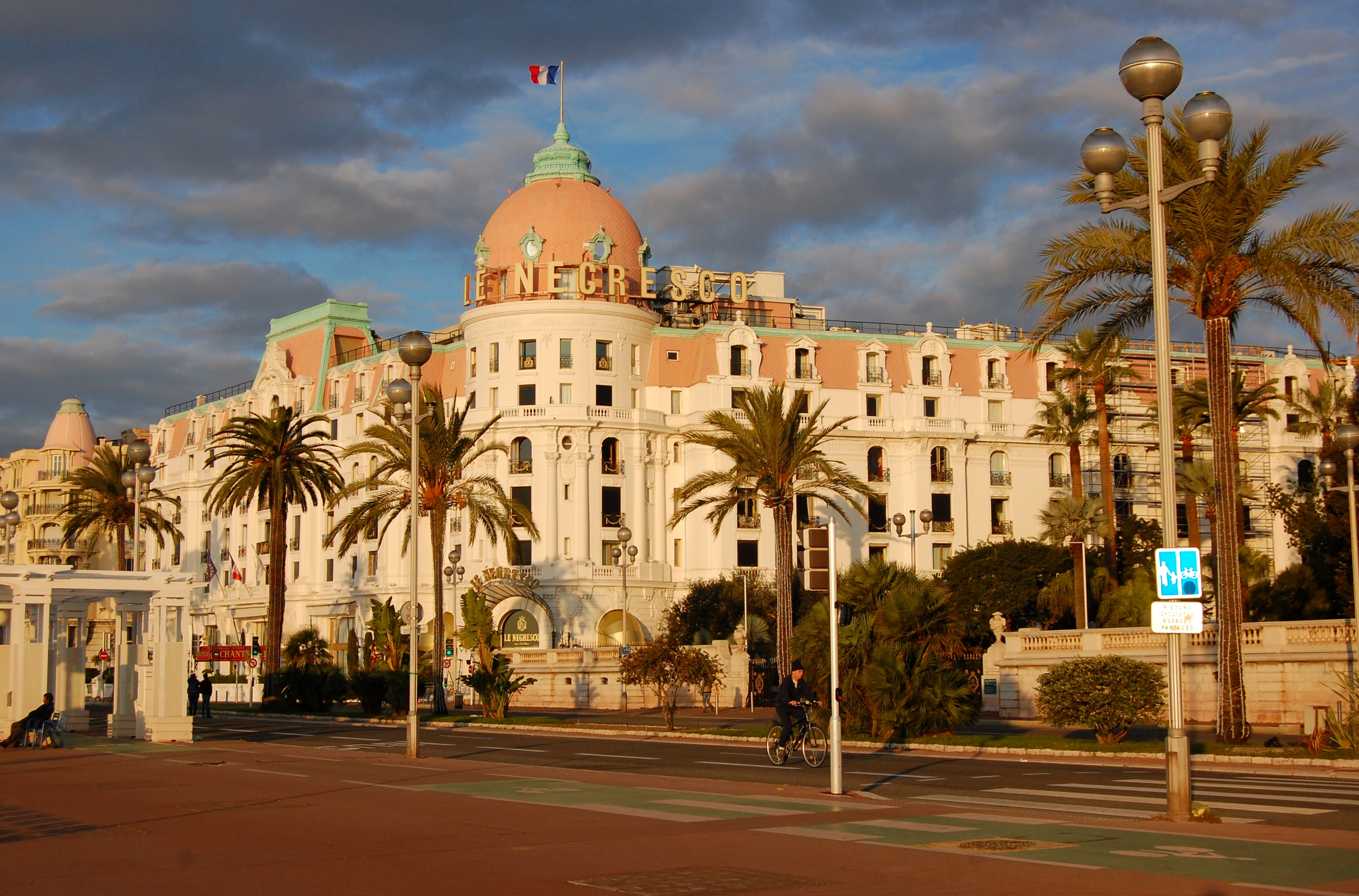
Vue au lever du Soleil depuis la promenade des Anglais.
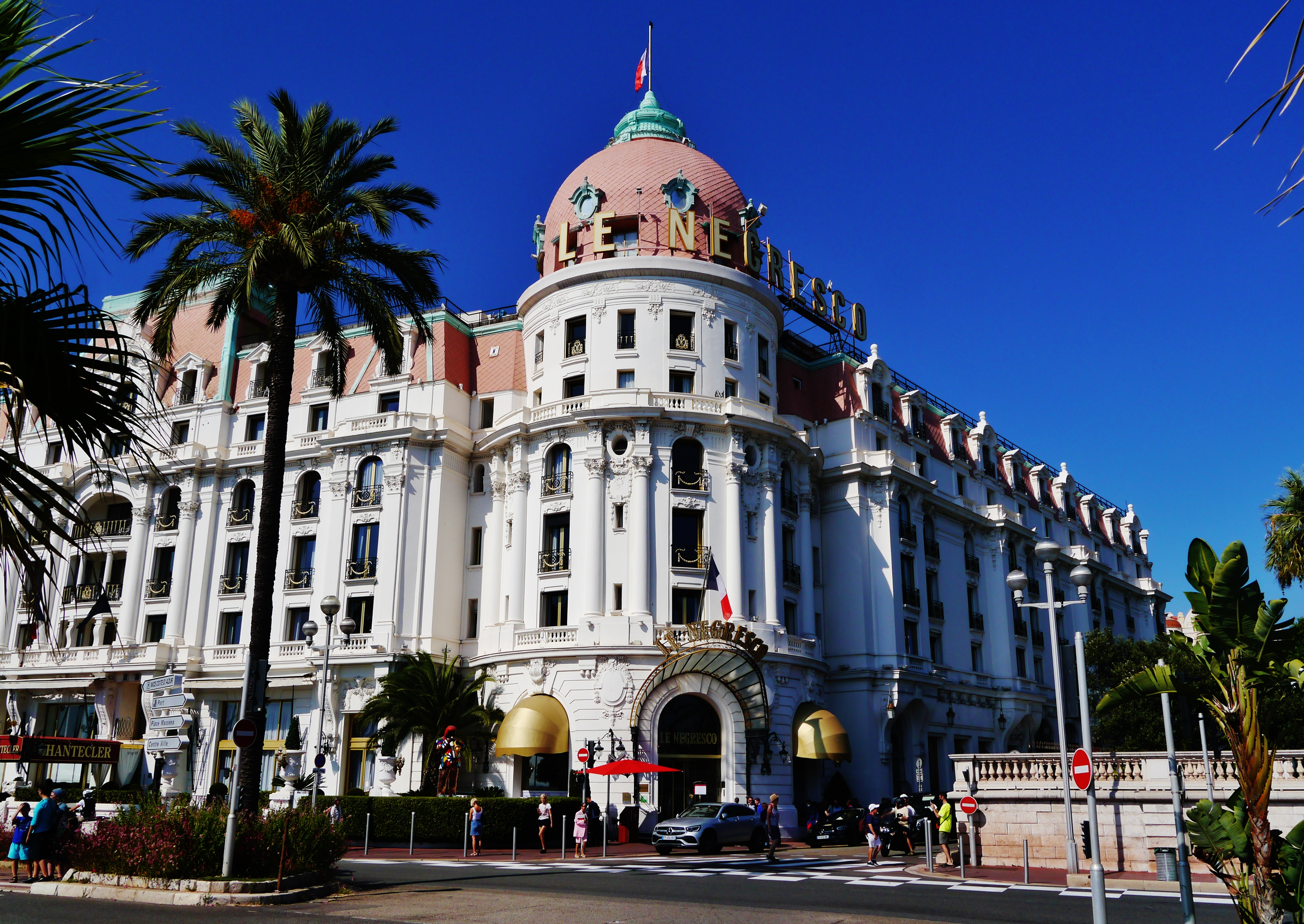
Vue de la promenade des Anglais.
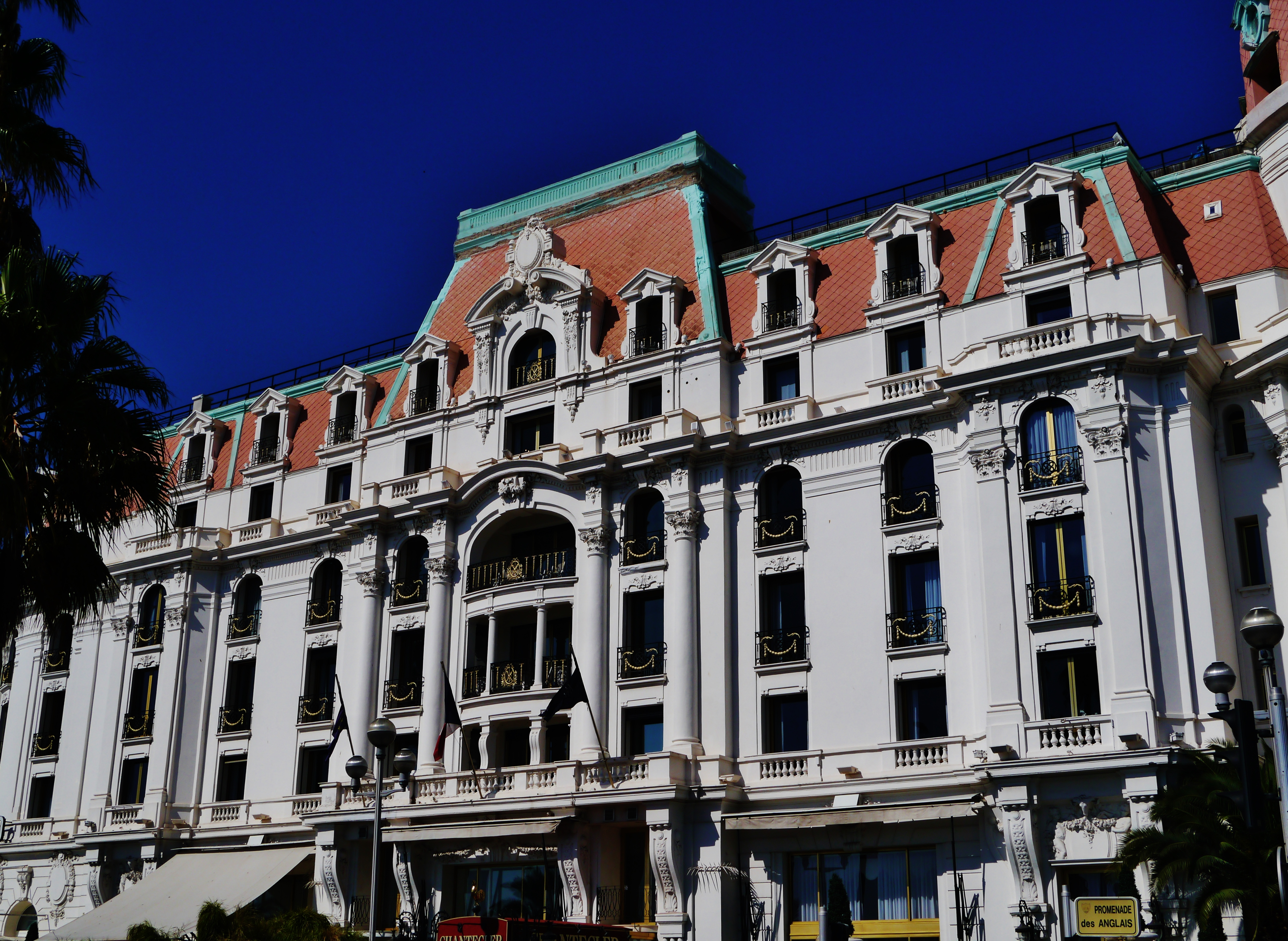
Façade de l'hôtel.
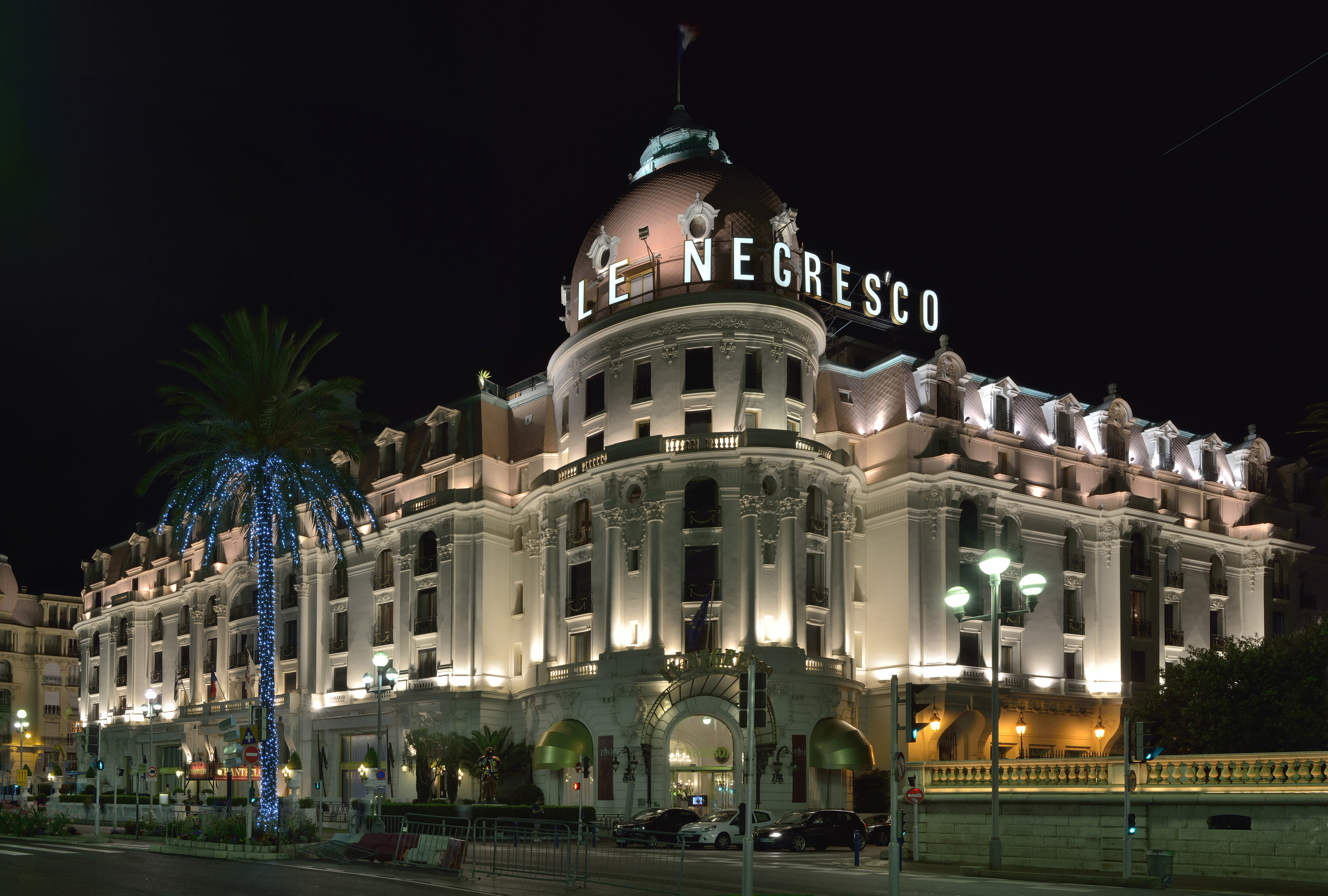
La façade du Negresco vue de nuit.

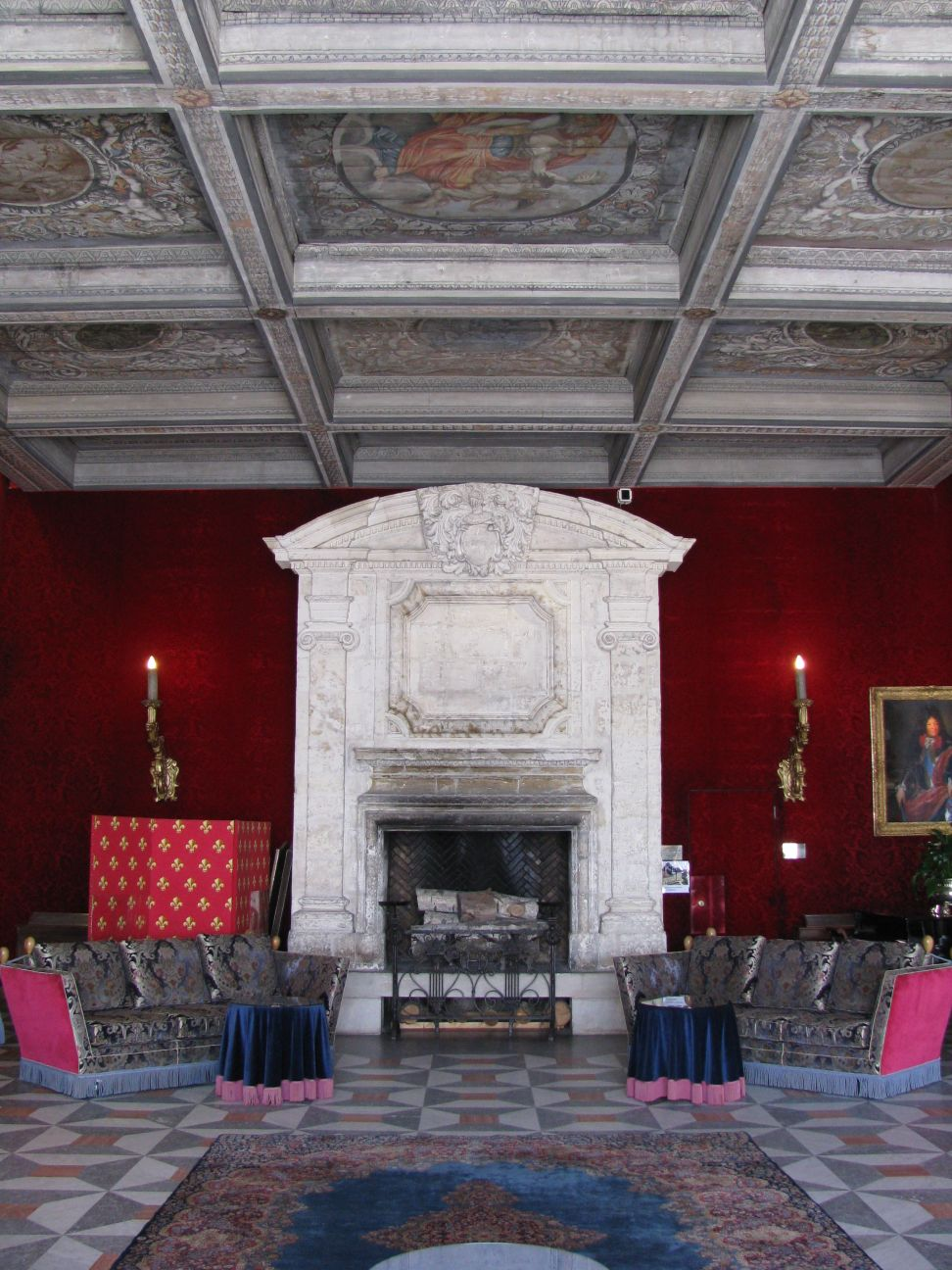
Un salon du Negresco.
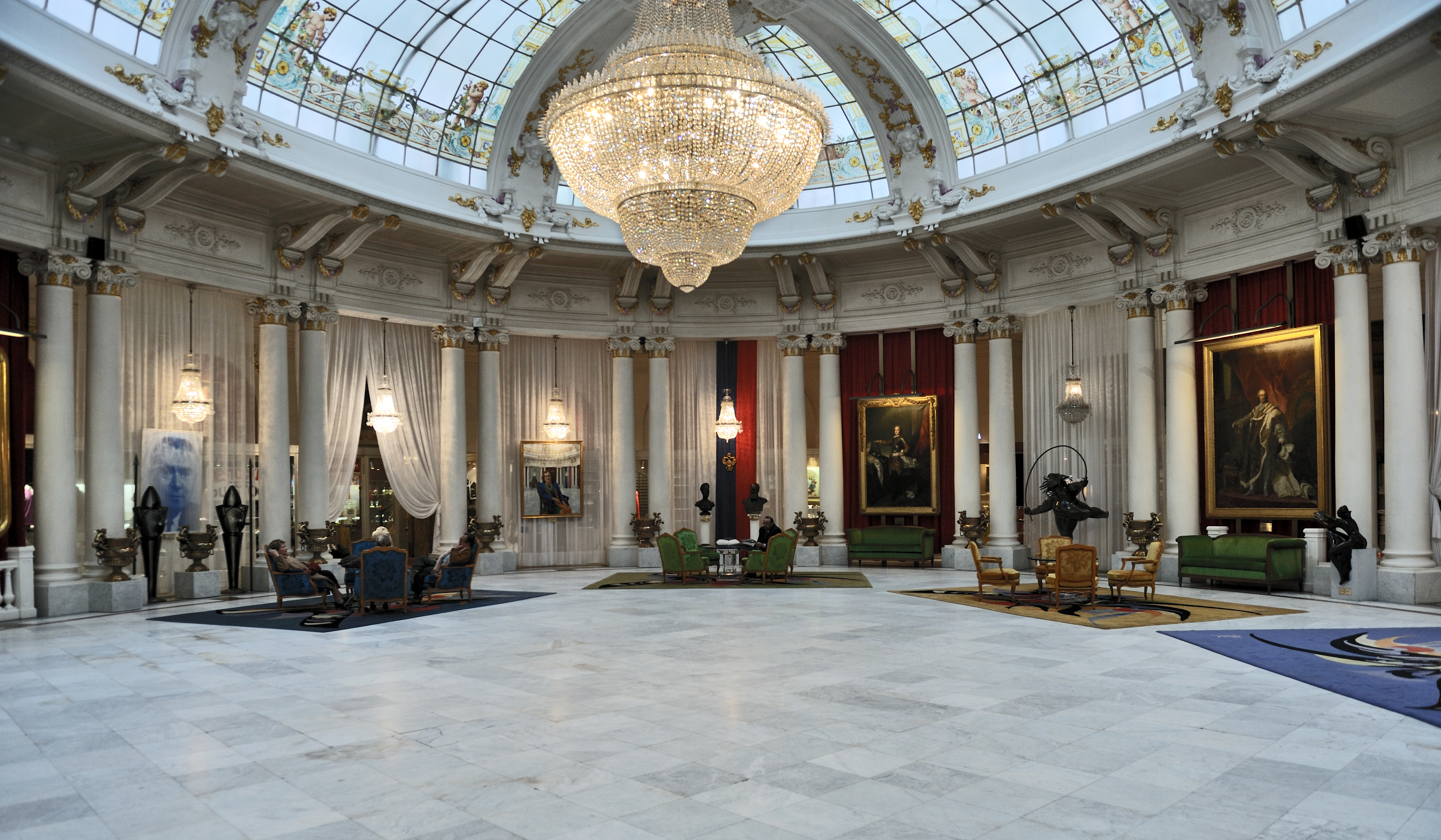
La verrière intérieure composée de 560 vitres, est portée par 40 colonnes jumelées.
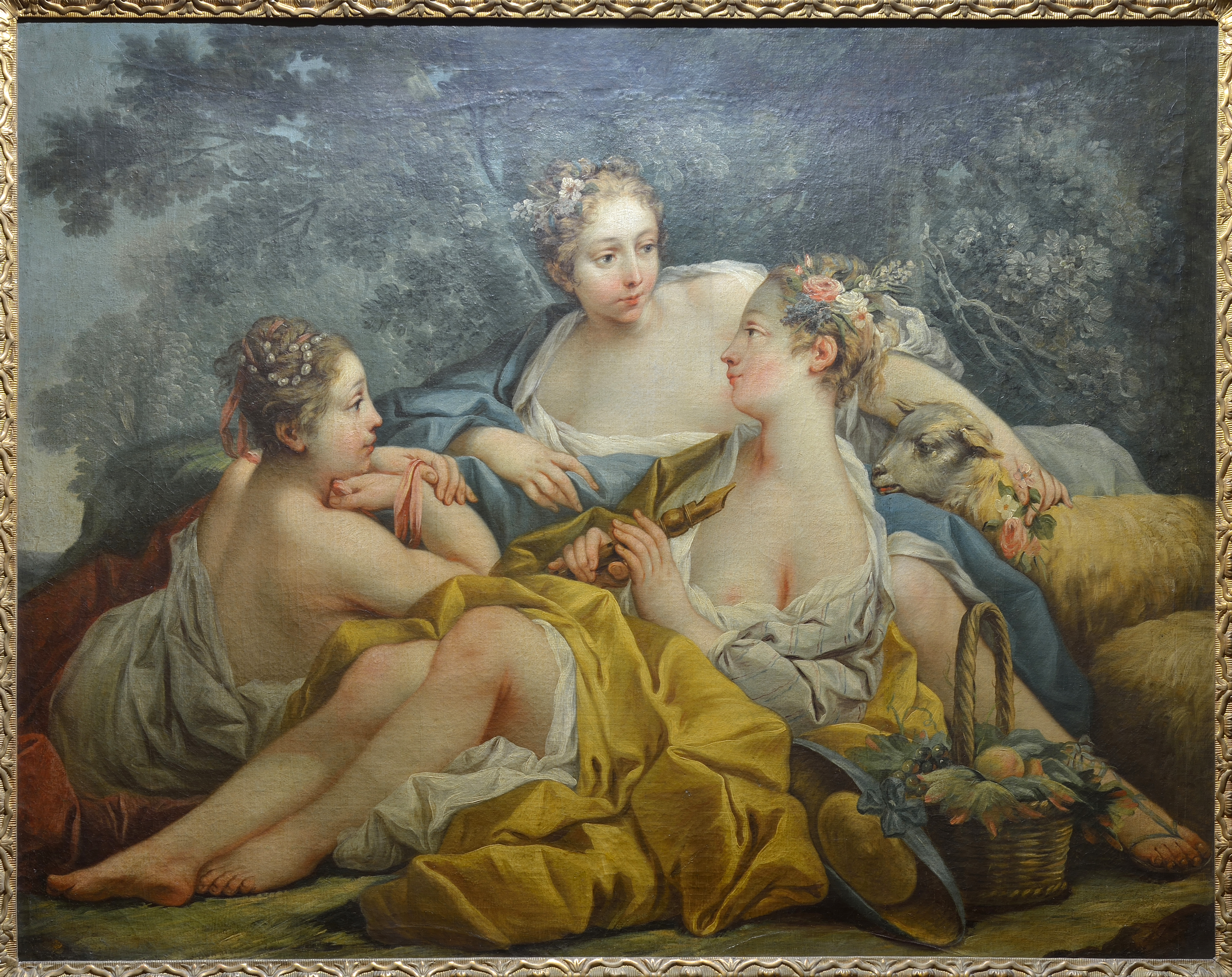
Nymphes jouant de la flûte, décor réalisé par François Boucher.
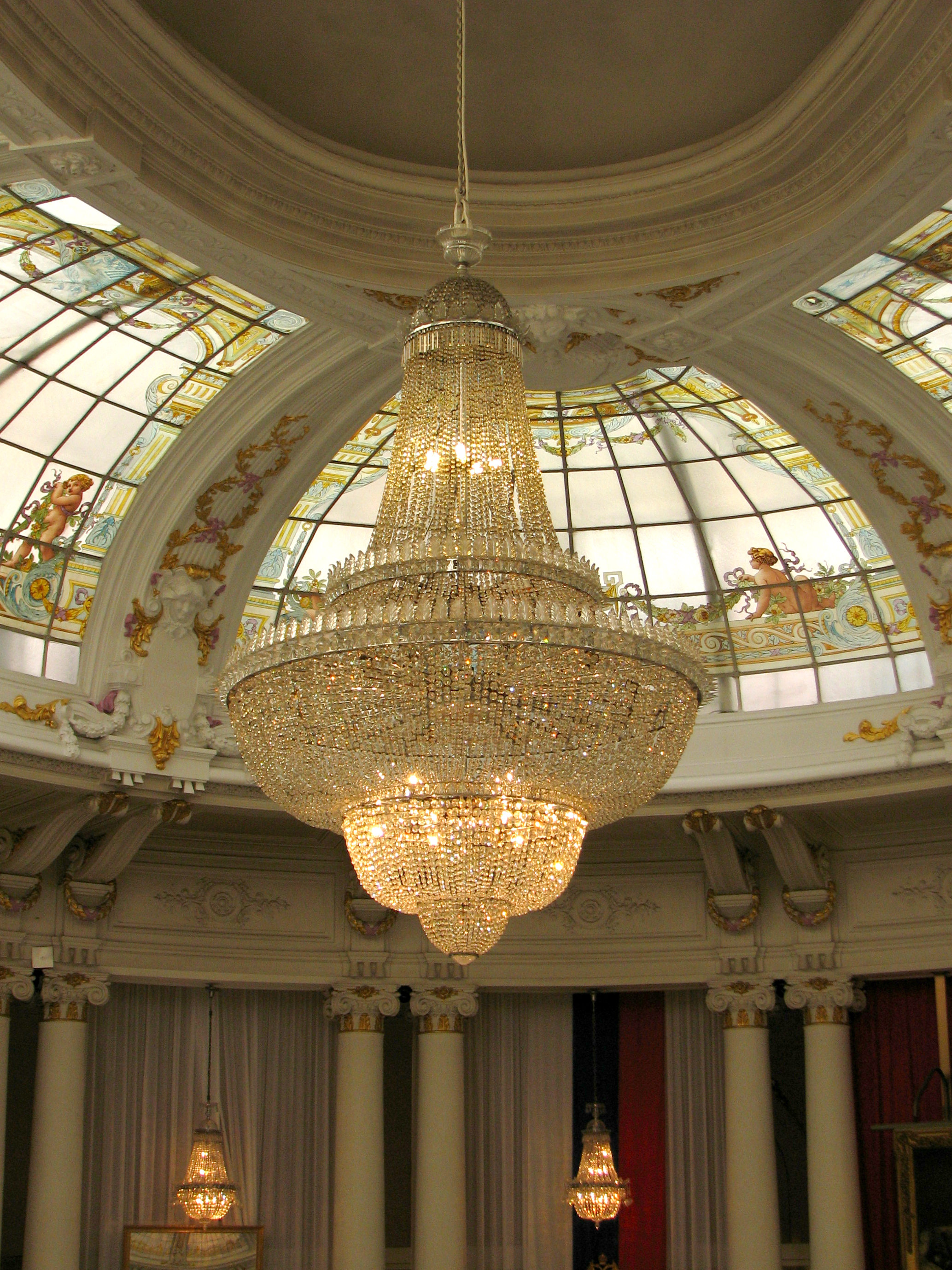
Lustre en cristal du salon royal de 16 800 pièces.